# G. Mennen Williams

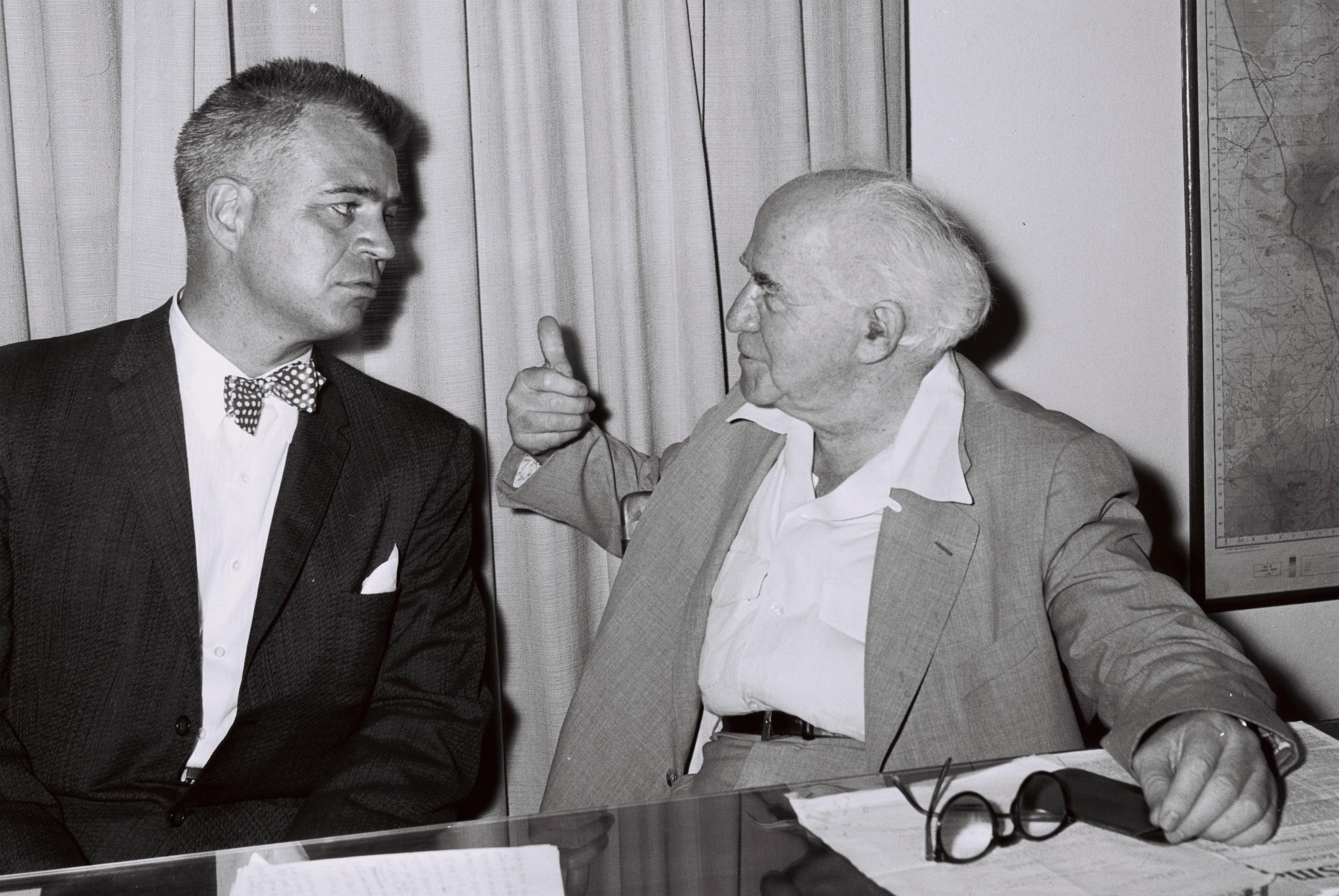
G. Mennen Williams com o Primeiro Ministro de Israel David Ben-Gurion em Tel Aviv

Gerhard Mennen Williams (Detroit, 23 de fevereiro de 1911 - Detroit, 02 de fevereiro de 1988), foi o 41º governador de Michigan, eleito em 1948 ele serviu seis mandatos consecutivos de de dois anos cada (1949-1961). Mais tarde, Williams foi o secretário de Estado adjunto para Assuntos Africanos no governo do presidente John F. Kennedy e Chefe de Justiça da Suprema Corte de Michigan.